# Ichneumon tricolor
Ichneumon tricolor är en stekelart som beskrevs av Cuvier 1833. Ichneumon tricolor ingår i släktet Ichneumon och familjen brokparasitsteklar. Inga underarter finns listade i Catalogue of Life.